# Sposami, Kate
Sposami, Kate (Crush) è un film del 1992 diretto da Alison Maclean.
Fu presentato in concorso al Festival di Cannes 1992.